# Day'Ron Sharpe
Day'Ron Yusha Sharpe (Greenville, Carolina del Norte; 6 de noviembre de 2001) es un jugador de baloncesto estadounidense que pertenece a la plantilla de los Brooklyn Nets de la NBA. Con 2,06 metros de estatura, juega en la posición de ala-pívot.

## Trayectoria deportiva

### Universidad
Jugó una temporada con los Tar Heels de la Universidad de Carolina del Norte en Chapel Hill, en la que promedió 9,5 puntos, 7,6 rebotes y 1,4 asistencias por partido. En su debut universitario, el 25 de noviembre de 2020, logró 13 puntos y 10 rebotes ante College of Charleston, convirtiéndose en el cuarto Tar Hell a lo largo de la historia en debutar con un doble-doble, tras Lennie Rosenbluth,  Sam Perkins y Cole Anthony. Al término de la temporada, fue incluido en el mejor quinteto freshman de la Atlantic Coast Conference.

#### Estadísticas
| Año     | Equipo         | PJ | PT | MPP  | %TC  | %3P  | %TL  | RPP | APP | ROB | TPP | PPP |
| ------- | -------------- | -- | -- | ---- | ---- | ---- | ---- | --- | --- | --- | --- | --- |
| 2020–21 | North Carolina | 29 | 4  | 19.2 | .519 | .000 | .505 | 7.6 | 1.4 | .8  | .9  | 9.5 |

### Profesional
Fue elegido en la vigésimo novena posición del Draft de la NBA de 2021 por los Phoenix Suns. El 6 de agosto de 2021, Jevon Carter y los derechos sobre Sharpe fueron traspasados a los Brooklyn Nets a cambio de Landry Shamet.

## Estadísticas de su carrera en la NBA

### Temporada regular
| Año     | Equipo   | PJ  | PT | MPP  | %TC  | %3P  | %TL  | RPP | APP | ROB | TPP | PPP |
| ------- | -------- | --- | -- | ---- | ---- | ---- | ---- | --- | --- | --- | --- | --- |
| 2021-22 | Brooklyn | 32  | 8  | 12.2 | .577 | .286 | .585 | 5.0 | .5  | .3  | .5  | 6.2 |
| 2022-23 | Brooklyn | 48  | 3  | 11.5 | .544 | .545 | .636 | 4.2 | .8  | .3  | .7  | 4.7 |
| 2023-24 | Brooklyn | 61  | 1  | 15.1 | .571 | .267 | .610 | 6.4 | 1.4 | .4  | .7  | 6.8 |
| 2024-25 | Brooklyn | 50  | 2  | 18.1 | .521 | .244 | .757 | 6.6 | 1.8 | .8  | .8  | 7.9 |
| Total   | Total    | 191 | 14 | 14.5 | .550 | .295 | .648 | 5.6 | 1.2 | .5  | .7  | 6.5 |

### Playoffs
| Año   | Equipo   | PJ | PT | MPP | %TC  | %3P | %TL   | RPP | APP | ROB | TPP | PPP |
| ----- | -------- | -- | -- | --- | ---- | --- | ----- | --- | --- | --- | --- | --- |
| 2022  | Brooklyn | 1  | 0  | .4  | —    | —   | —     | .0  | .0  | .0  | .0  | .0  |
| 2023  | Brooklyn | 2  | 0  | 9.8 | .667 | —   | 1.000 | 3.0 | 2.5 | .0  | .5  | 3.0 |
| Total | Total    | 3  | 0  | 6.7 | .667 | —   | 1.000 | 2.0 | 1.7 | .0  | .3  | 2.0 |